# Platysceptra metrophora
Platysceptra metrophora är en fjärilsart som beskrevs av Edward Meyrick 1911. Platysceptra metrophora ingår i släktet Platysceptra och familjen äkta malar. Inga underarter finns listade i Catalogue of Life.